# Municipio de Richfield (condado de Henry)
El municipio de Richfield (en inglés: Richfield Township) es un municipio ubicado en el condado de Henry en el estado estadounidense de Ohio. En el año 2010 tenía una población de 682 habitantes y una densidad poblacional de 7,22 personas por km².

## Geografía
El municipio de Richfield se encuentra ubicado en las coordenadas 41°17′54″N 83°56′27″O / 41.29833, -83.94083. Según la Oficina del Censo de los Estados Unidos, el municipio tiene una superficie total de 94.5 km², de la cual 94,5 km² corresponden a tierra firme y (0 %) 0 km² es agua.

## Demografía
Según el censo de 2010, había 682 personas residiendo en el municipio de Richfield. La densidad de población era de 7,22 hab./km². De los 682 habitantes, el municipio de Richfield estaba compuesto por el 98,68 % blancos, el 0,15 % eran afroamericanos, el 0,29 % eran asiáticos, el 0,73 % eran de otras razas y el 0,15 % eran de una mezcla de razas. Del total de la población el 3,23 % eran hispanos o latinos de cualquier raza.